# 180초로 너의 귀를 행복하게 할 수 있을까?
180초로 너의 귀를 행복하게 할 수 있을까?(180秒で君の耳を幸せにできるか?)는 에카치 에필카(Ekachi Epilka)와 인디비전(Indivision)이 공동 애니메이션을 맡고 카사이 요시노부가 감독한 ASMR에 관한 일본 오리지널 단편 애니메이션 TV 시리즈이다. 캐릭터 디자인은 노구치 타카유키가 제공했다. 이 시리즈는 2021년 10월부터 12월까지 도쿄 MX에서 방영되었다. 애니메이션의 주제가는 아유미의 "Chuchoter"이다.